# Прохор (апостол від сімдесяти)
Прохор (грец. Πρόχορος; Прохорус) — один з семи дияконів, обраних для піклування про нужденних християнської спільноти в Єрусалимі (Дії 6:5). Згідно з пізнішою традицією, він також був одним із сімдесяти учнів, посланих Ісусом у Євангелії від Луки 10:1–11.
Переказ називає Прохора племінником Стефана первомученика. Прохор супроводжував святого апостола Петра, який висвятив його на єпископа у місті Нікомедія. Вважається також, що він був супутником апостола Іоана, який висвятив його на єпископа Нікомедії у Віфінії. Деякі сучасні вчені заперечують, що він був автором апокрифічних «Діянь Іоана», що датують кінцем II століття. Згідно з пізніми переказами, був єпископом Антіохії і закінчив своє життя як мученик в Антіохії у I столітті. 
У православній іконографії зображується як книжник Івана Євангеліста.

## Галерея

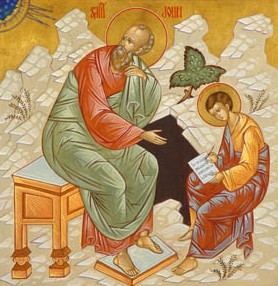
Євангеліст Іоан з Прохором
Прохор та святий Іоан, зображені в рукописі євангелія Хоранасата (1224 рік).